# موريس إس. باركر
موريس إس. باركر (بالإنجليزية: Maurice S. Parker)‏ هو دبلوماسي أمريكي، ولد في 1949.

## وصلات خارجية
- موريس إس. باركر على موقع إن إن دي بي (الإنجليزية)